# Nadlaktičnopalčani mišić
Nadlaktičnopalčani mišić (lat. musculus brachioradialis) je mišić podlaktice, lateralne strane. Mišić inervira lat. nervus radialis. 

## Polazište i hvatište
Mišić polazi s donje trećine (lateralnog ruba) nadlaktične kosti i hvata se za palčanu kost (stiloidni nastavak).